# Xenostega madecassa
Xenostega madecassa är en fjärilsart som beskrevs av Pierre E.L. Viette 1973. Xenostega madecassa ingår i släktet Xenostega och familjen mätare. Inga underarter finns listade i Catalogue of Life.